# Moarte (personificare)

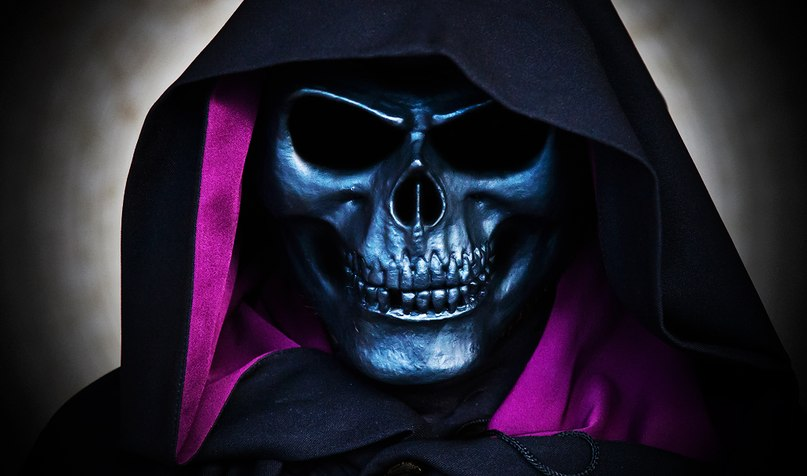
În cultura occidentală, Moartea este adesea descrisă ca un schelet într-o haină neagră cu glugă

Pictură cu îngerul morții din 1881 de Evelyn De Morgan

Conceptul de moarte ca o entitate conștientă a existat în multe societăți încă de la începutul istoriei. Moartea este adesea considerată ca fiind un personaj cu coasă. Începând cu secolul al XV-lea, a ajuns să fie reprezentată ca o figură scheletică cu o coasă mare și îmbrăcată într-o mantie neagră cu glugă. De asemenea, i s-a mai dat numele de Îngerul Morții (Malach HaMavet), Biblia însăși făcând referire la "Îngerul Morții", atunci când ea culege primii născuți ai Egiptului. Există, de asemenea, o trimitere la "Abaddon" (Distrugătorul), un înger care este cunoscut ca "îngerul abisului". În tradiția talmudică, moartea este personificată de arhanghelul Samael.

## În cultura populară
Moartea reprezintă un personaj in serialul One Night at Mercy.
În seria animată americană Negrele aventuri ale lui Billy și Mandy, unul dintre protagoniștii este Moartea.
Moartea reprezintă un personaj în seria de jocuri video The Sims și Castlevania.
Moartea reprezintă un personaj din seriile anime și manga Death Note, Bleach și Soul Eater ca shinigami, echivalentul Morții în mitologia japoneză.